# Titus Sabinius Barbarus
Titus Sabinius Barbarus († nach 9. Juli 118) war ein römischer Soldat und Politiker. 
Unter Kaiser Trajan war er legatus Augusti pro praetore des exercitus Africanus in der Provinz Numidien. Er folgte dort seinem Vorgänger Lucius Stertinius Quintilianus Acilius Strabo Gaius Curiatius Maternus Clodius Nummus 116 n. Chr. Nach dem Regierungswechsel (Trajan starb August 117) blieb er im Amt, trat aber spätestens im Juli 118 sein Suffektkonsulat an, denn nach den erhaltenen Arvalbrüderakten führte er bereits am 9. Juli 118 mit Lucius Pomponius Bassus die Fasces. Beide Konsuln amtierten noch im August, als der neue Kaiser Hadrian in Rom eintraf.